# Championnats de Russie de patinage artistique

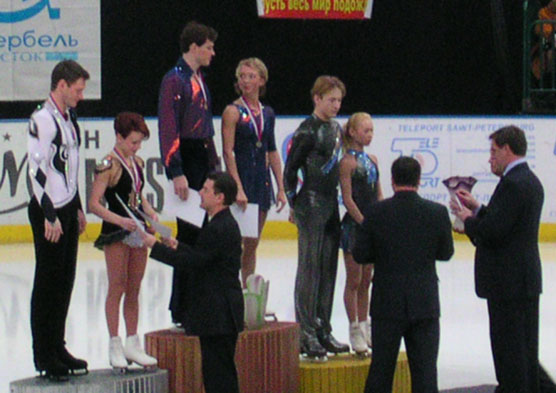
Podium des couples artistiques de 2014

Les Championnats de Russie de patinage artistique (en russe : Чемпионат России по фигурному катанию) sont organisés chaque année. Il y a eu une interruption pendant la Première Guerre mondiale puis pendant l'époque soviétique de 1920 à 1992 (Voir les championnats d'Union soviétique de patinage artistique)

## Palmarès
| Date      | Lieu                                                         | Messieurs                                                    | Dames                                                        | Couples                                                      | Danse                                                        |                                                              |
| --------- | ------------------------------------------------------------ | ------------------------------------------------------------ | ------------------------------------------------------------ | ------------------------------------------------------------ | ------------------------------------------------------------ | ------------------------------------------------------------ |
| 1897      | Saint-Pétersbourg                                            | Alexandre Panchine                                           |                                                              |                                                              |                                                              |                                                              |
| 1898      |                                                              | Alexandre Panchine                                           |                                                              |                                                              |                                                              |                                                              |
| 1899      |                                                              | Alexandre Panchine                                           |                                                              |                                                              |                                                              |                                                              |
| 1900      | Saint-Pétersbourg                                            | Alexandre Panchine                                           |                                                              |                                                              |                                                              |                                                              |
| 1901      | Saint-Pétersbourg                                            | Nikolai Panin                                                |                                                              |                                                              |                                                              |                                                              |
| 1902      | Saint-Pétersbourg                                            | Nikolai Panin                                                |                                                              |                                                              |                                                              |                                                              |
| 1903      | Saint-Pétersbourg                                            | Nikolai Panin                                                |                                                              |                                                              |                                                              |                                                              |
| 1904      | Saint-Pétersbourg                                            | Nikolai Panin                                                |                                                              |                                                              |                                                              |                                                              |
| 1905      | Saint-Pétersbourg                                            | Nikolai Panin                                                |                                                              |                                                              |                                                              |                                                              |
| 1906      | Saint-Pétersbourg                                            | Fedor Datlin                                                 |                                                              |                                                              |                                                              |                                                              |
| 1907      |                                                              | Nikolai Panin                                                |                                                              |                                                              |                                                              |                                                              |
| 1908      | Saint-Pétersbourg                                            | Fedor Datlin                                                 |                                                              |                                                              |                                                              |                                                              |
| 1909      |                                                              |                                                              |                                                              |                                                              |                                                              |                                                              |
| 1910      |                                                              | Karl Ollo                                                    |                                                              |                                                              |                                                              |                                                              |
| 1911      | Saint-Pétersbourg                                            | Karl Ollo                                                    | Ksenia Caesar                                                |                                                              |                                                              |                                                              |
| 1912      | Saint-Pétersbourg                                            | Karl Ollo                                                    | Ksenia Caesar                                                |                                                              |                                                              |                                                              |
| 1913      | Saint-Pétersbourg                                            | Ivan Malinin                                                 | Ksenia Caesar                                                |                                                              |                                                              |                                                              |
| 1914      | Saint-Pétersbourg                                            | Ivan Malinin                                                 | Ksenia Caesar                                                |                                                              |                                                              |                                                              |
| 1915      | Saint-Pétersbourg                                            | Titre non décerné                                            | Ksenia Caesar                                                |                                                              |                                                              |                                                              |
| 1916-1919 | Pas de compétition en raison de la Première Guerre mondiale. | Pas de compétition en raison de la Première Guerre mondiale. | Pas de compétition en raison de la Première Guerre mondiale. | Pas de compétition en raison de la Première Guerre mondiale. | Pas de compétition en raison de la Première Guerre mondiale. | Pas de compétition en raison de la Première Guerre mondiale. |
| 1920-1992 | Voir les Championnats d'Union soviétique de 1920 à 1992.     | Voir les Championnats d'Union soviétique de 1920 à 1992.     | Voir les Championnats d'Union soviétique de 1920 à 1992.     | Voir les Championnats d'Union soviétique de 1920 à 1992.     | Voir les Championnats d'Union soviétique de 1920 à 1992.     | Voir les Championnats d'Union soviétique de 1920 à 1992.     |
| 1993      | Tcheliabinsk                                                 | Aleksey Urmanov                                              | Maria Butyrskaya                                             | Evgenia Shishkova / Vadim Naumov                             | Oksana Grichtchouk / Ievgueni Platov                         |                                                              |
| 1994      | Saint-Pétersbourg                                            | Aleksey Urmanov                                              | Olga Markova                                                 | Ekaterina Gordeeva / Sergueï Grinkov                         | Anzhelika Krylova / Vladimir Fedorov                         |                                                              |
| 1995      | Moscou                                                       | Aleksey Urmanov                                              | Maria Butyrskaya                                             | Marina Eltsova / Andrei Bushkov                              | Anzhelika Krylova / Oleg Ovsiannikov                         |                                                              |
| 1996      | Samara                                                       | Aleksey Urmanov                                              | Maria Butyrskaya                                             | Evgenia Shishkova / Vadim Naumov                             | Oksana Grichtchouk / Ievgueni Platov                         |                                                              |
| 1997      | Moscou                                                       | Ilia Kulik                                                   | Maria Butyrskaya                                             | Marina Eltsova / Andrei Bushkov                              | Irina Lobatcheva / Ilia Averboukh                            |                                                              |
| 1998      | Moscou                                                       | Ilia Kulik                                                   | Maria Butyrskaya                                             | Marina Eltsova / Andrei Bushkov                              | Anzhelika Krylova / Oleg Ovsiannikov                         |                                                              |
| 1999      | Moscou                                                       | Evgeni Plushenko                                             | Maria Butyrskaya                                             | Elena Berejnaïa / Anton Sikharulidze                         | Anzhelika Krylova / Oleg Ovsiannikov                         |                                                              |
| 2000      | Moscou                                                       | Evgeni Plushenko                                             | Irina Sloutskaïa                                             | Elena Berejnaïa / Anton Sikharulidze                         | Irina Lobatcheva / Ilia Averboukh                            |                                                              |
| 2001      | Moscou                                                       | Evgeni Plushenko                                             | Irina Sloutskaïa                                             | Elena Berejnaïa / Anton Sikharulidze                         | Irina Lobatcheva / Ilia Averboukh                            |                                                              |
| 2002      | Moscou                                                       | Evgeni Plushenko                                             | Irina Sloutskaïa                                             | Elena Berejnaïa / Anton Sikharulidze                         | Irina Lobatcheva / Ilia Averboukh                            |                                                              |
| 2003      | Kazan                                                        | Aleksandr Abt                                                | Ielena Sokolova                                              | Tatiana Totmianina / Maksim Marinin                          | Tatiana Navka / Roman Kostomarov                             |                                                              |
| 2004      | Saint-Pétersbourg                                            | Evgeni Plushenko                                             | Ielena Sokolova                                              | Tatiana Totmianina / Maksim Marinin                          | Tatiana Navka / Roman Kostomarov                             |                                                              |
| 2005      | Saint-Pétersbourg                                            | Evgeni Plushenko                                             | Irina Sloutskaïa                                             | Tatiana Totmianina / Maksim Marinin                          | Oksana Domnina / Maksim Chabaline                            |                                                              |
| 2006      | Kazan                                                        | Evgeni Plushenko                                             | Ielena Sokolova                                              | Maria Petrova / Aleksey Tikhonov                             | Tatiana Navka / Roman Kostomarov                             |                                                              |
| 2007      | Moscou                                                       | Andrei Griazev                                               | Ksenia Doronina                                              | Maria Mukhortova / Maksim Trankov                            | Oksana Domnina / Maksim Chabaline                            |                                                              |
| 2008      | Saint-Pétersbourg                                            | Sergey Voronov                                               | Ksenia Doronina                                              | Yuko Kavaguti / Alexandre Smirnov                            | Jana Khokhlova / Sergey Novitski                             |                                                              |
| 2009      | Kazan                                                        | Sergey Voronov                                               | Adelina Sotnikova                                            | Yuko Kavaguti / Alexandre Smirnov                            | Jana Khokhlova / Sergey Novitski                             |                                                              |
| 2010      | Saint-Pétersbourg                                            | Evgeni Plushenko                                             | Ksenia Makarova                                              | Yuko Kavaguti / Alexandre Smirnov                            | Oksana Domnina / Maksim Chabaline                            |                                                              |
| 2011      | Saransk                                                      | Konstantin Menshov                                           | Adelina Sotnikova                                            | Tatiana Volosozhar / Maksim Trankov                          | Ekaterina Bobrova / Dmitri Soloviev                          |                                                              |
| 2012      | Saransk                                                      | Evgeni Plushenko                                             | Adelina Sotnikova                                            | Vera Bazarova / Yuri Larionov                                | Ekaterina Bobrova / Dmitri Soloviev                          |                                                              |
| 2013      | Sotchi                                                       | Evgeni Plushenko                                             | Elizaveta Tuktamysheva                                       | Tatiana Volosozhar / Maksim Trankov                          | Ekaterina Bobrova / Dmitri Soloviev                          |                                                              |
| 2014      | Sotchi                                                       | Maksim Kovtun                                                | Adelina Sotnikova                                            | Ksenia Stolbova / Fedor Klimov                               | Ekaterina Bobrova / Dmitri Soloviev                          |                                                              |
| 2015      | Sotchi                                                       | Maksim Kovtun                                                | Elena Radionova                                              | Ksenia Stolbova / Fedor Klimov                               | Elena Ilinykh / Ruslan Zhiganshin                            |                                                              |
| 2016      | Iekaterinbourg                                               | Maksim Kovtun                                                | Ievguenia Medvedeva                                          | Tatiana Volosozhar / Maksim Trankov                          | Ekaterina Bobrova / Dmitri Soloviev                          |                                                              |
| 2017      | Tcheliabinsk                                                 | Mikhail Kolyada                                              | Ievguenia Medvedeva                                          | Ksenia Stolbova / Fedor Klimov                               | Ekaterina Bobrova / Dmitri Soloviev                          |                                                              |
| 2018      | Saint-Pétersbourg                                            | Mikhail Kolyada                                              | Alina Zagitova                                               | Ievguenia Tarassova / Vladimir Morozov                       | Ekaterina Bobrova / Dmitri Soloviev                          |                                                              |
| 2019      | Saransk                                                      | Maksim Kovtun                                                | Anna Chtcherbakova                                           | Ievguenia Tarassova / Vladimir Morozov                       | Victoria Sinitsina / Nikita Katsalapov                       |                                                              |
| 2020      | Krasnoïarsk                                                  | Dmitri Aliev                                                 | Anna Chtcherbakova                                           | Aleksandra Boikova / Dmitrii Kozlovskii                      | Victoria Sinitsina / Nikita Katsalapov                       |                                                              |
| 2021      | Tcheliabinsk                                                 | Mikhail Kolyada                                              | Anna Chtcherbakova                                           | Ievguenia Tarassova / Vladimir Morozov                       | Aleksandra Stepanova / Ivan Bukin                            |                                                              |
| 2022      | Saint-Pétersbourg                                            | Mark Kondratiuk                                              | Alexandra Troussova                                          | Anastasia Mishina / Aleksandr Galliamov                      | Aleksandra Stepanova / Ivan Bukin                            |                                                              |
| 2023      | Krasnoïarsk                                                  | Evgueni Semenenko                                            | Sofya Akatyeva                                               | Aleksandra Boikova / Dmitrii Kozlovskii                      | Elizaveta Khudaiberdieva / Egor Bazin                        |                                                              |
| 2024      | Tcheliabinsk                                                 | Evgueni Semenenko                                            | Adelia Petrosian                                             | Anastasia Mishina / Aleksandr Galliamov                      | Aleksandra Stepanova / Ivan Bukin                            |                                                              |
| 2025      | Omsk                                                         | Vladislav Dikidzhi                                           | Adelia Petrosian                                             | Anastasia Mishina / Aleksandr Galliamov                      | Aleksandra Stepanova / Ivan Bukin                            |                                                              |

## Records
Les records sont ici pour les champions ayant été au moins 6 fois champion de Russie.
- Catégorie Messieurs :

| Patineurs        | Nombre de titres | Années                                                     |
| ---------------- | ---------------- | ---------------------------------------------------------- |
| Evgeni Plushenko | 10               | 1999, 2000, 2001, 2002, 2004, 2005, 2006, 2010, 2012, 2013 |
| Nikolai Panin    | 6                | 1901, 1902, 1903, 1904, 1905, 1907                         |

- Catégorie Dames :

| Patineuses       | Nombre de titres | Années                             |
| ---------------- | ---------------- | ---------------------------------- |
| Maria Butyrskaya | 6                | 1993, 1995, 1996, 1997, 1998, 1999 |

- Catégorie Couples :

Aucun couple n'a été six fois champion de Russie.
- Catégorie Danse :

| Patineurs                           | Nombre de titres | Années                                   |
| ----------------------------------- | ---------------- | ---------------------------------------- |
| Ekaterina Bobrova / Dmitri Soloviev | 7                | 2011, 2012, 2013, 2014, 2016, 2017, 2018 |